# Beipiaosaurus
Beipiaosaurus (Ještěr z Beipiao) byl terizinosauroidní teropodní a velmi podivně vyhlížející dinosaurus. Žil v období spodní (rané) křídy, asi před 125 miliony let, na území dnešní provincie Liao-ning v severovýchodní Číně.

## Objev
Objev tohoto zajímavého teropodního dinosaura byl veřejně oznámen 27. května 1999 v odborném časopisu Nature a vyvolal mezi paleontology malou senzaci (zejména kvůli faktu, že se stal jediným známým terizinosauroidem s přímo dochovanými otisky původního tělesného opeření). Druhové jméno inexpectus (=nečekaný) se vztahuje k celkově překvapivému a bizarnímu vzhledu tohoto dinosaura.

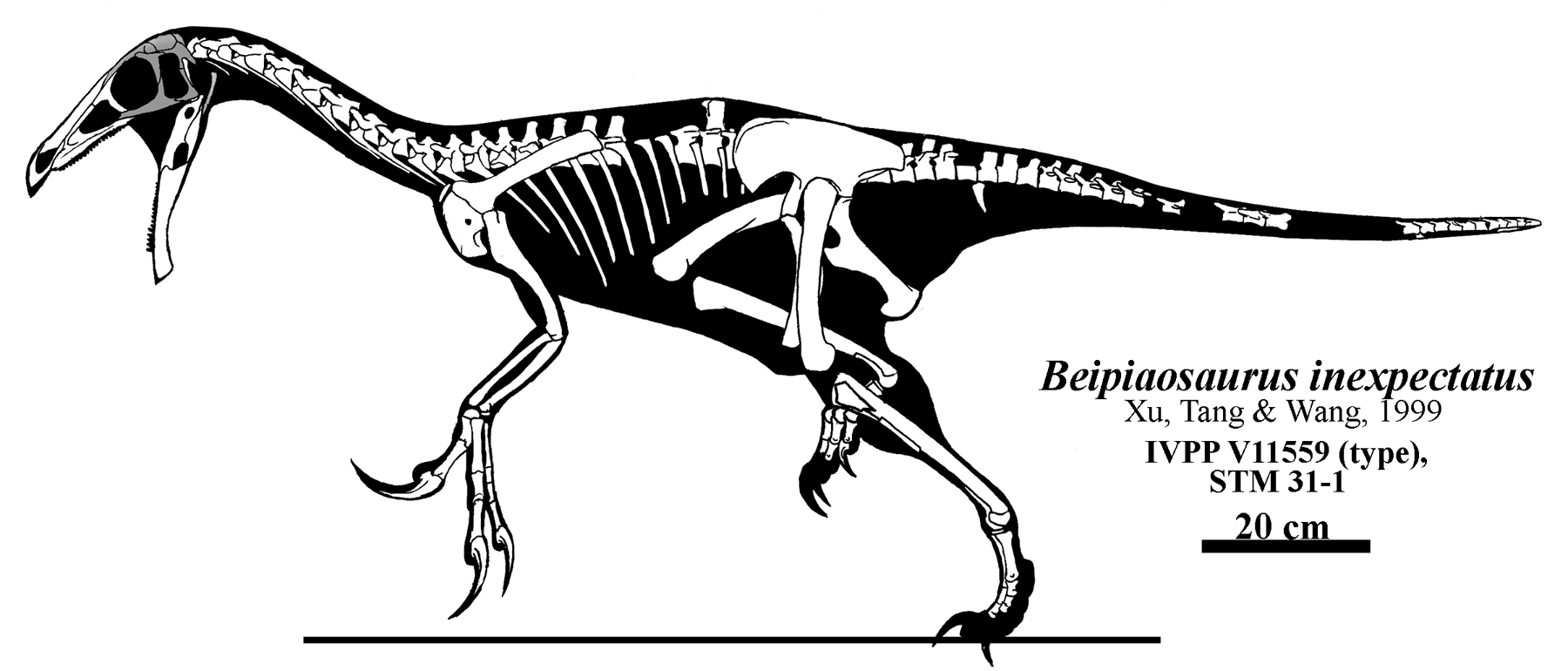
Kosterní diagram beipiaosaura

## Popis
Nejdůležitějším znakem beipiaosaura byla přítomnost pernatého pokryvu těla, které bylo spolu s kostrou objeveno. Je ještě lépe vyvinuto než u rodu Sinosauropteryx. Tento malý terizinosauroid byl 1,9 až 2,2 m dlouhý, necelý metr vysoký v kyčlích a vážil kolem 40 až 48 kg. Přesto byl až do roku 2012 největším známým dinosaurem s dochovaným pernatým pokryvem těla (překonal ho Yutyrannus huali). V roce 2007 byl nicméně ještě předtím v Liao-ningu objeven o trochu delší dinosaurus s dochovaným peřím, který dostal název Sinocalliopteryx gigas (a jehož délka byla 2,37 m).
Osteologie postkraniální části kostry tohoto teropoda byla formálně publikována ve studii z roku 2021.
Domnělé zkamenělé krvinky, které měly být objeveny u fosilie tohoto dinosaura, byly ve studii, publikované na konci roku 2021, interpretovány jako diagenetické struktury, vzniklé při postupné fosilizaci.

### Česká literatura
- SOCHA, Vladimír (2021). Dinosauři – rekordy a zajímavosti. Nakladatelství Kazda, Brno. ISBN 978-80-7670-033-8 (str. 143)